# 滋賀県道150号野洲停車場線
滋賀県道150号野洲停車場線（しがけんどう150ごう やすていしゃじょうせん）は、滋賀県野洲市を通る一般県道である。

## 概要
JR西日本東海道本線 野洲駅から野洲市小篠原で国道8号に至る駅道。途中、旧中山道と朝鮮人街道と交差する。

### 路線データ
- 起点：野洲市小篠原（JR西日本東海道本線 野洲駅前）
- 終点：野洲市小篠原（野洲駅口交差点、国道8号交点）
- 総延長：0.7 km

## 地理

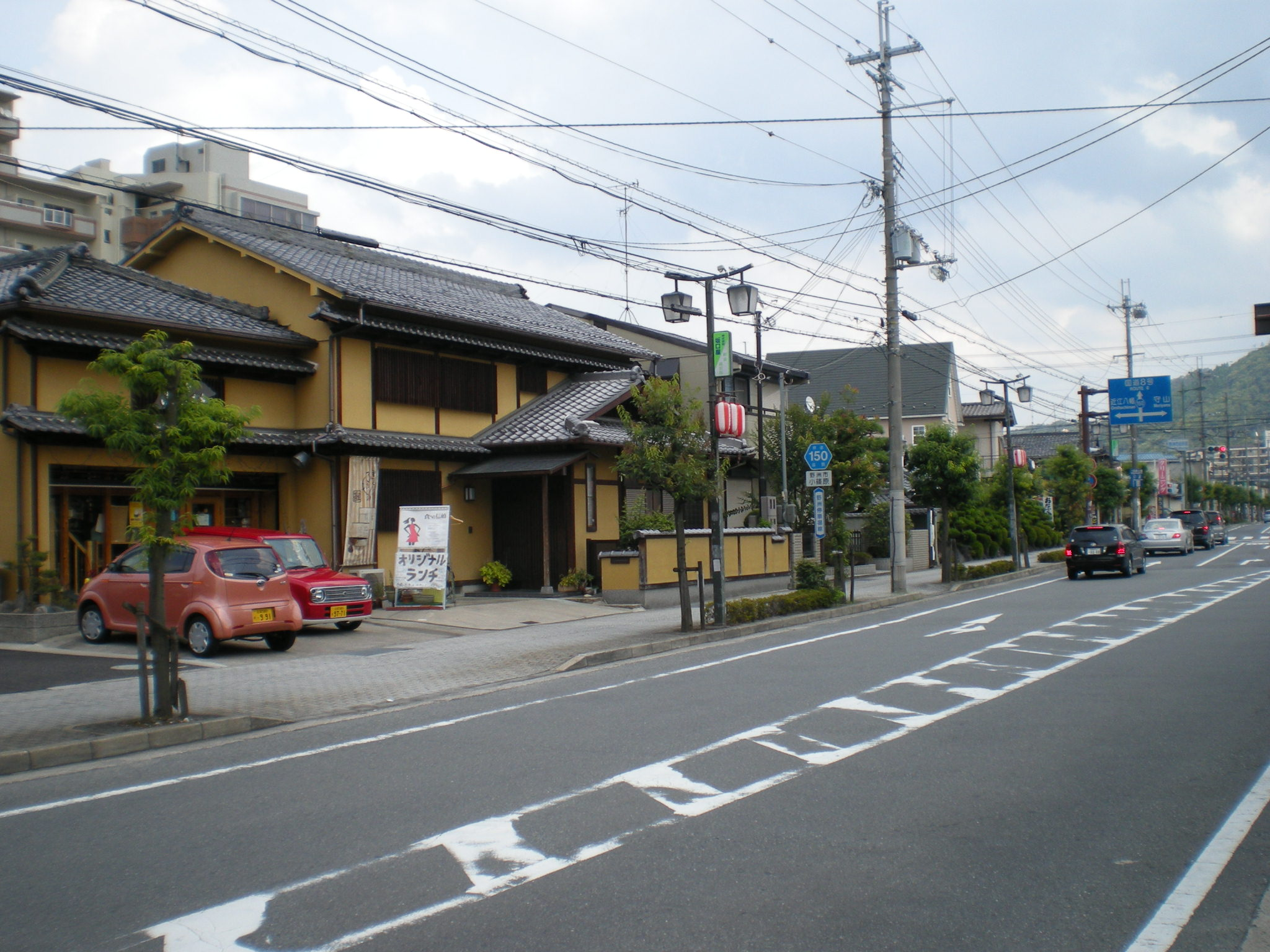
野洲市小篠原

### 通過する自治体
- 野洲市

### 交差する道路
| 交差する道路 | 交差する場所 | 交差する場所          |
| ------------ | ------------ | --------------------- |
| 国道8号      | 小篠原       | 野洲駅口交差点 / 終点 |

### 交差する鉄道
- 東海道新幹線

### 沿線
- JR西日本東海道本線 野洲駅
- 滋賀銀行 野洲支店
- 野洲市役所
- 滋賀中央信用金庫 野洲支店
- アル・プラザ野洲
- 越前塚古墳